# Fenêtre d'Azur
La Fenêtre d'Azur (en maltais Tieqa Żerqa ou Tieqa tad-Dwejra et Azure Window en anglais) était une arche naturelle calcaire située sur l'ile de Gozo à Malte. La Fenêtre d'Azur se trouvait dans une zone géologique intéressante autour du village de Qawja, zone très populaire auprès des touristes, qui regroupe dans un petit périmètre, en plus de la fenêtre, les falaises, la mer intérieure, la baie de Dwejra et l'îlot Fungus Rock sans oublier des cart-ruts sur les falaises et le Blue Hole ou la Cave of Darkness pour les plongeurs sous-marins. La Fenêtre d'Azur s'est écroulée le 8 mars 2017 après une forte tempête.

## Géologie
La formation de la fenêtre est le résultat de phénomènes karstiques mis au jour par l'érosion marine. La Fenêtre d'Azur était constituée de plusieurs couches de calcaire tendre et de teinte dorée connu en maltais sous le nom Il-Franka, en français « calcaire à globigérine » du fait de fossiles marins comme la globigérine.
Il-Franka est la deuxième plus ancienne des cinq couches géologiques constituant l'archipel maltais, couvrant près de 70 % de sa superficie. La roche, qui est soumise à l'érosion, donne à Malte sa côte distinctive et intérieure. L'épaisseur de cette couche de calcaire varie de 23 mètres près de Fort Chambray sur Gozo à 207 mètres autour de Marsaxlokk sur Malte. La grande arche de 28 mètres se compose de calcaires jaune à gris pâle comprenant les vestiges d'organismes marins comme les oursins scutelles appelés couramment Sand Dollar en raison de leur forme aplatie.

Vue panoramique de la Fenêtre d'Azur en août 2012.

### Érosion
S'il est évident que c'est l'érosion qui a mis au jour la Fenêtre d'Azur, il est inimaginable de penser que cette érosion s'est arrêtée, la preuve en est avec son évolution au fil des années. Déjà en 2006 le ministère de Gozo avait fait faire une expertise géologique britannique par le Bureau Veritas Consulting Limited. Les conclusions indiquaient alors qu'il fallait « se résoudre à l'inévitable » surtout à partir du moment où une partie importante du pilier côté mer se fissurait avec une tendance inévitable au détachement. C'est en avril 2012 que le bloc fissuré s'écroule, élargissant la fenêtre par sa base. Aussitôt, le ministère de Gozo demande une nouvelle étude géologique au Geoscience Consulting Limited. Le ministre de l'Environnement et le géologue Peter Gatt ont donné leurs conclusions, indiquant que si le pilier était attaqué par l'érosion par sa base, la stabilité de la fenêtre n'était pas menacée, la partie haute du pont de pierre n'avait pas été entamée, même si la couche de calcaire inférieure de la voûte était déjà tombée en plusieurs morceaux au cours des 30 dernières années. Le 8 mars 2017, lors d'une violente tempête, le pilier s'effondre totalement et l'arche disparaît également dans la mer.

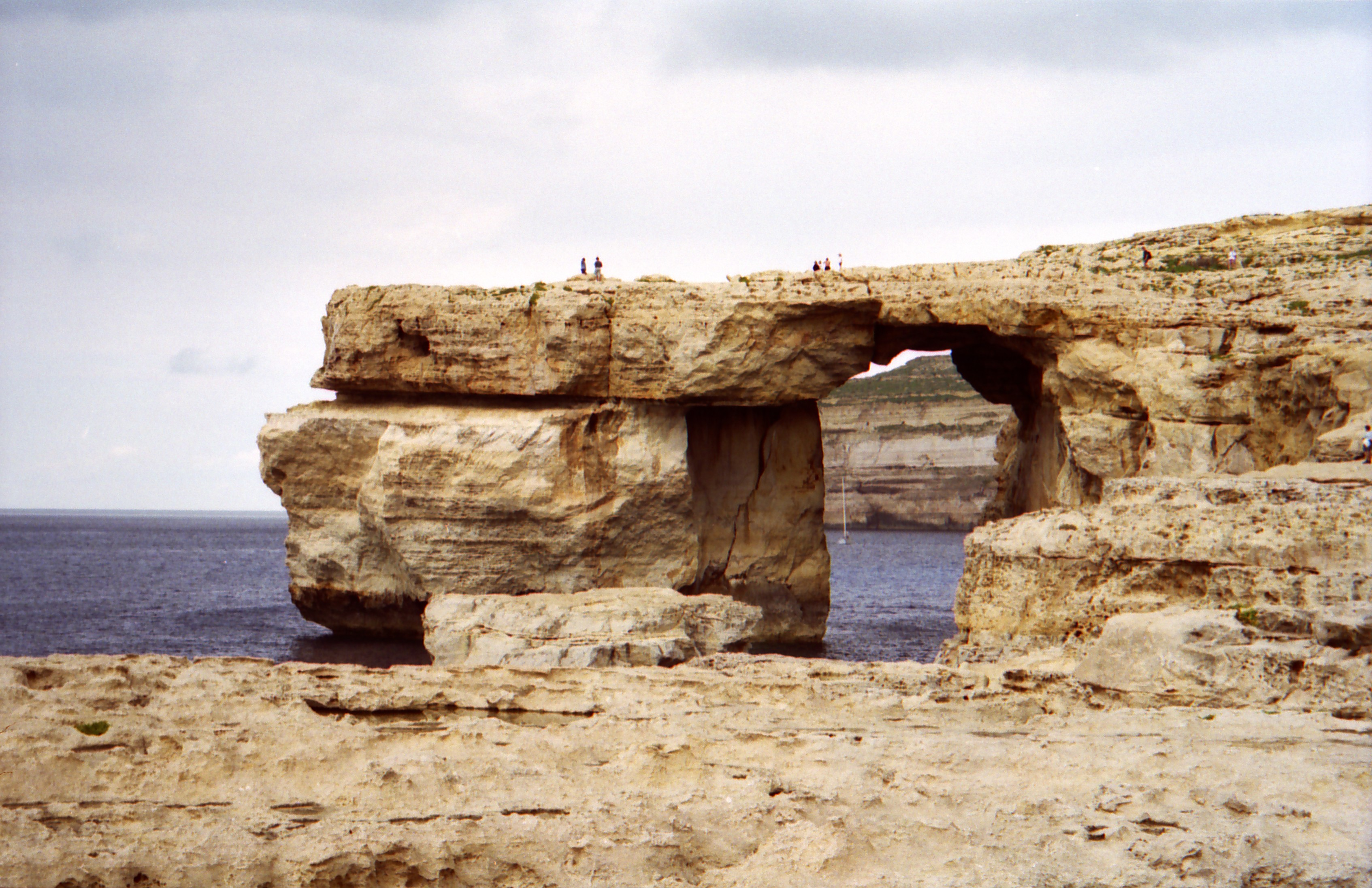
La Fenêtre d'Azur en 1997.
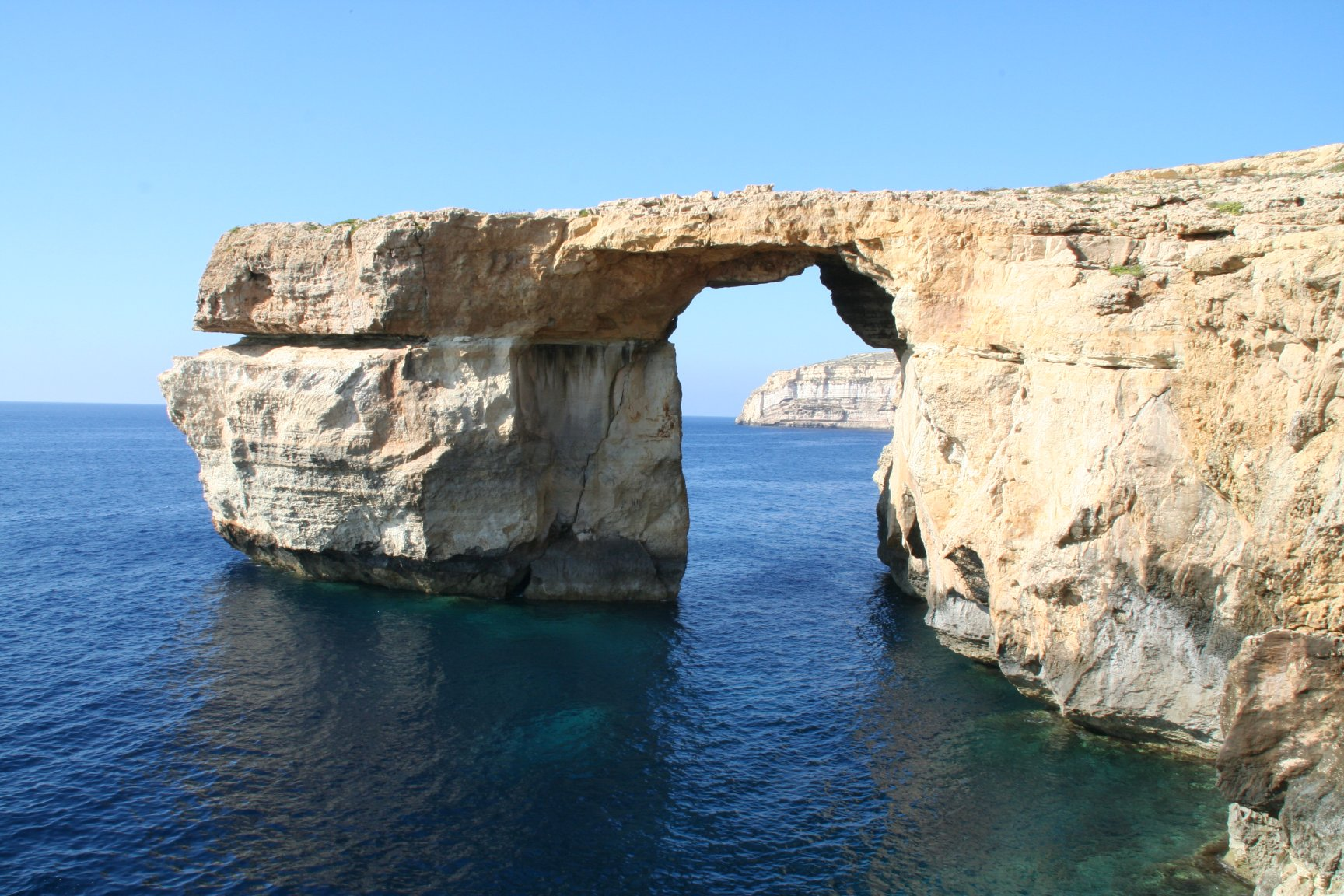
La Fenêtre d'Azur en 2005.
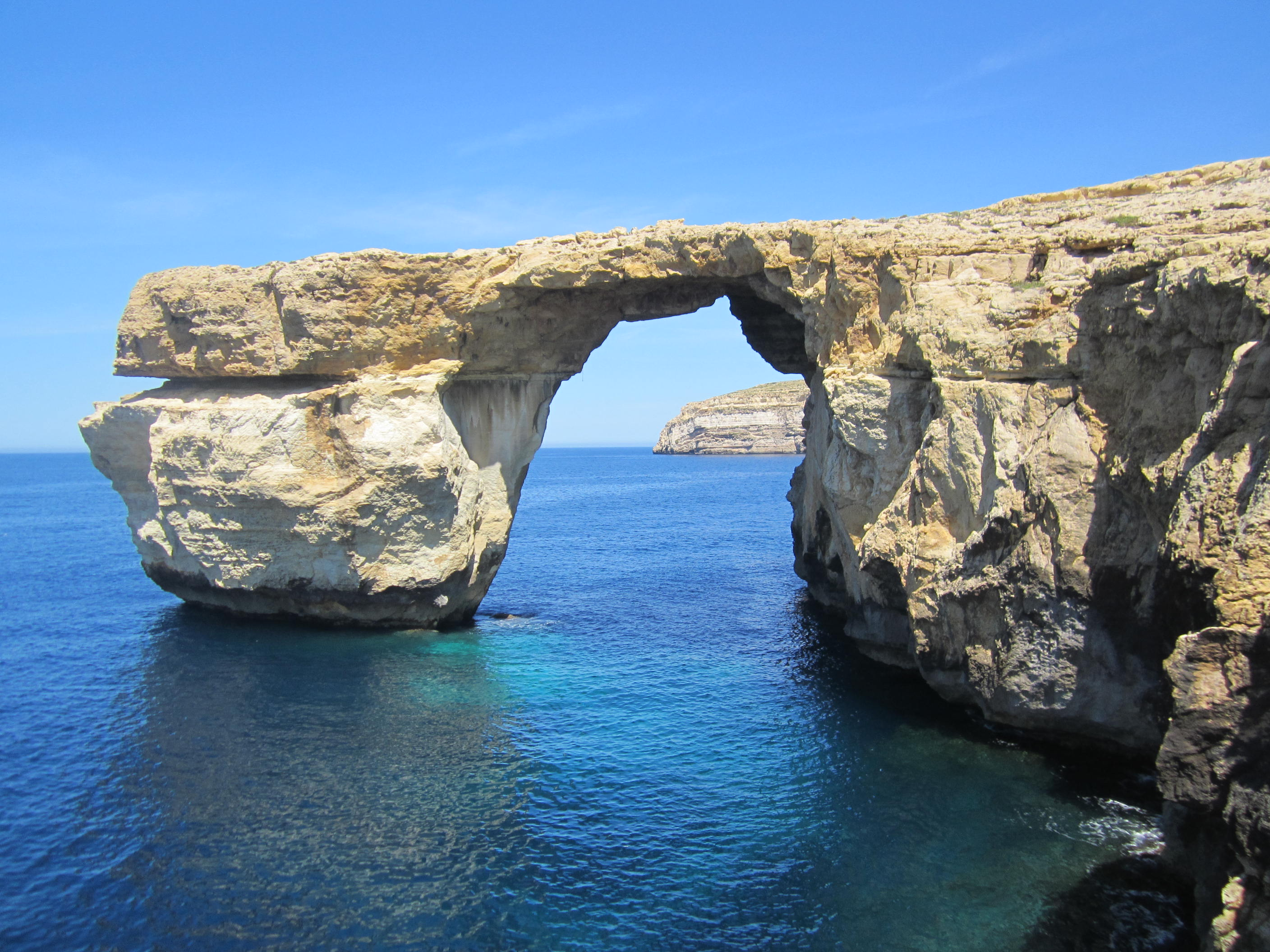
La Fenêtre d'Azur après l'effondrement de 2012.
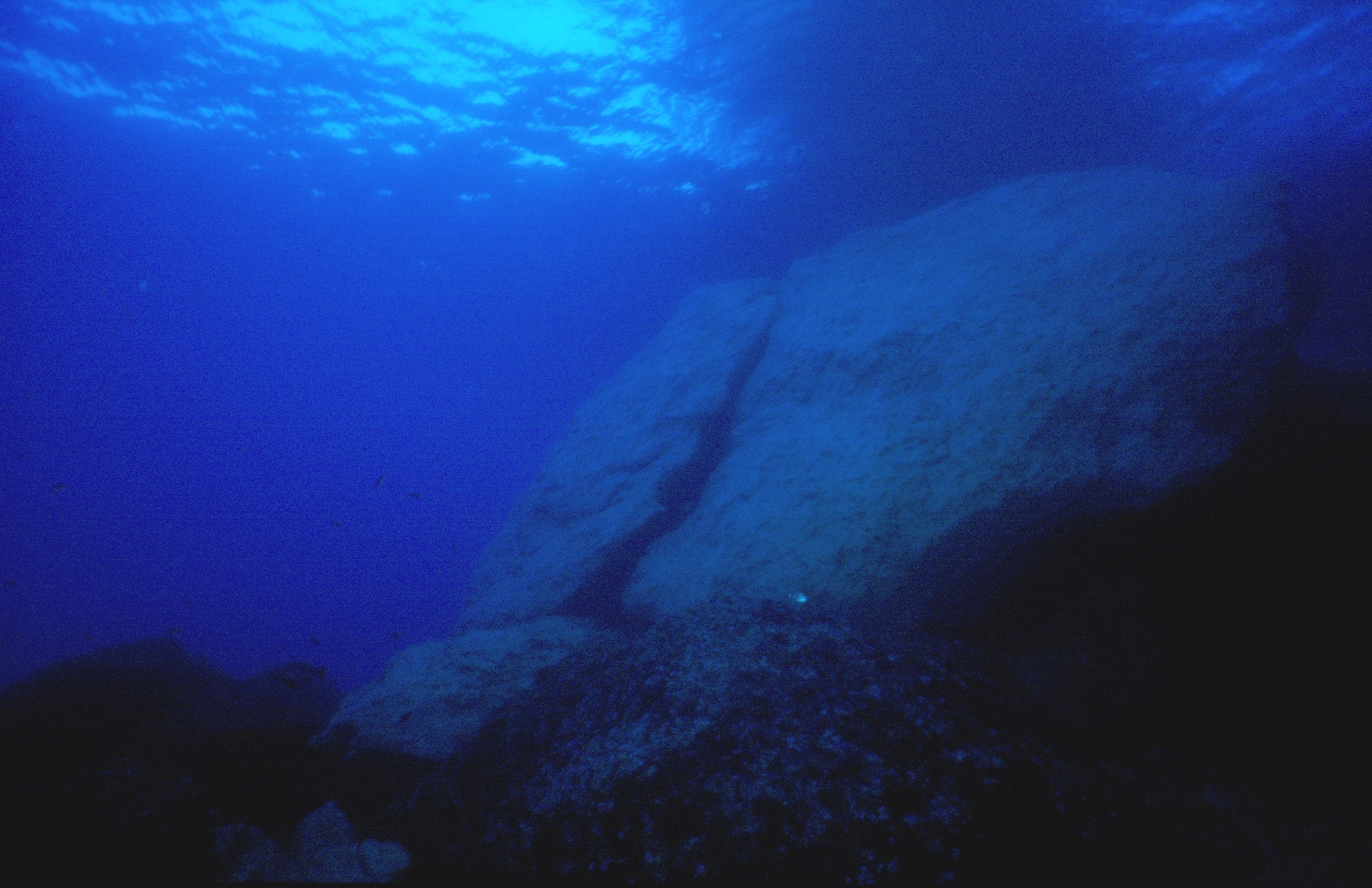
Morceau du pilier tombé lors de l'effondrement d'avril 2012.
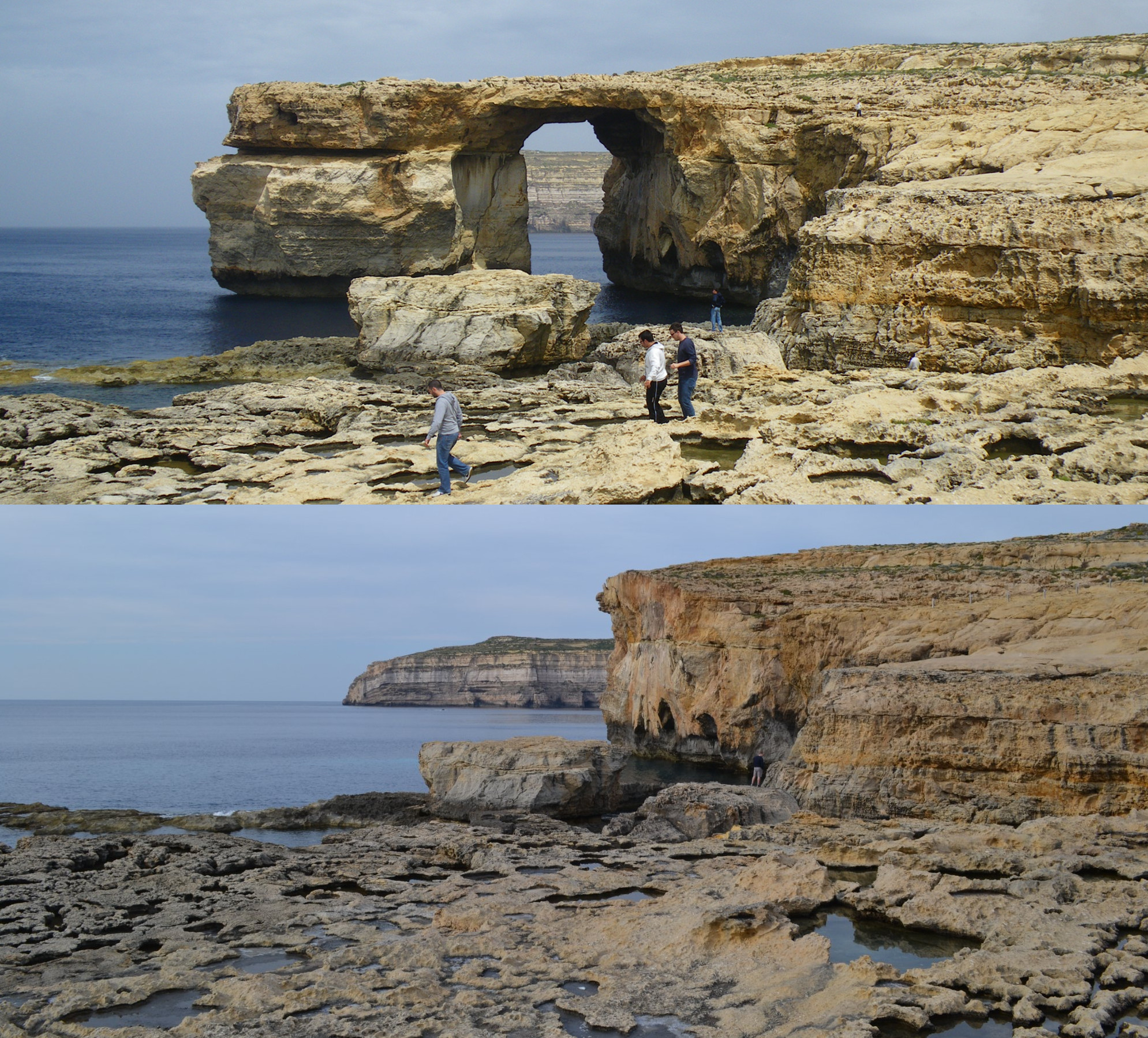
Avant et après l'effondrement de 2017.

## Filmographie
La Fenêtre d'Azur figure dans diverses œuvres cinématographiques, comme Le Choc des Titans (1981) vers la 104e minute et La Vengeance de Monte Cristo vers la 13e minute. Elle est également visible dans le téléfilm L'Odyssée, ainsi que dans la première saison de la série télévisée Game of Thrones où se déroule la scène du mariage Dothraki.

### Polémique écologique
À l’occasion de la production de Game of Thrones à Malte, le tournage sur le site de la Fenêtre d'Azur a donné lieu à une controverse entre les écologistes, le parti écologique Alternattiva Demokratika, la Gaia Foundation et le MEPA (Malta Environment and Planning Authority). Pour faciliter le travail de prise de vue, du sablon (mélange de sable et de ciment) avait été répandu par le producteur Home Box Office - HBO, avec interposition d'un film isolant, sur le sol irrégulier. Ce sablon étant enlevé par des engins de chantier alors que tout accès aux véhicules est interdit sur ce site classé Natura 2000. Selon les écologistes, le sablon et son mode d'enlèvement ont endommagé un site protégé, les fossiles inclus dans le calcaire. HBO a rejeté toute la faute sur un sous-traitant, Fire and Blood Productions, et a choisi de tourner la saison deux à Dubrovnik,,.